# إيفان مازورانيتش
إيفان مازورانيتش (11 أغسطس 1814 - 4 أغسطس 1890) شاعر ولغوي ومحام وسياسي كرواتي، يُعتبر أحد أهم الشخصيات في حياة كرواتيا السياسية والثقافية بأواسط القرن التاسع عشر. عمل كحاكم للمملكة الكرواتية السلوفينية بين عامي 1873 و1880، وعُرف بلقب حاكم العامة، نظرًا لأنه كان أول حاكم لا ينحدر من طبقة قدامى النبلاء.
برهن تقييمه الواقعي لنقاط القوة والضعف في موقف كرواتيا بين البيروقراطية النمساوية والقومية التوسعية المجرية على أهميته الكبيرة لبلده أثناء الاضطرابات السياسية واسعة النطاق في أوروبا منتصف وأواخر القرن التاسع عشر. يعُرف مازورانيتش بمساهماته في تطوير نظام القانون الكرواتي والاقتصاد واللغويات والشعر.

## السيرة الحياتية

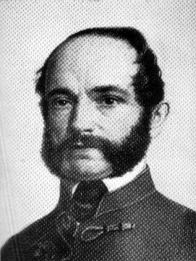
إيفان مازورانيتش

### أوائل حياته والتعليم
وُلد إيفان مازورانيتش في 11 أغسطس 1814، كابن ثالث من بين أربعة أبناء، في عائلة ثرية من صغار المُلاك بمدينة نوفي فينودولسكي في شمال ساحل كرواتيا. كان شقيقه جوزيف مسؤولًا عن رعاية ضيعة العائلة، وكان أنطون عالم لغويات وخبير قانوني مشهور، في حين كان ماتيجا حدادًا وكاتب رحلات، وهو صاحب كتاب «نظرة على البوسنة» (1842) الذي وصف فيه الحياة الخاصة والعامة للبوسنة والهرسك العثمانية. أصبح مازورانيتش ذا قدرات متعددة، إذ تحدث 9 لغات (الكرواتية، واللاتينية، والإيطالية، والألمانية، والمجرية، والفرنسية، والإنجليزية، والتشيكية، والبولندية)، وكان ضليعًا بعلم الفلك والرياضيات. التحق بمدرسة ابتدائية بمدينة نوفي فينودولسكي ومدرسة ثانوية بمدينة رييكا، وبعد ذلك درس القانون في جامعة زغرب (1835-1837) والفلسفة في جامعة غرب المجر. عمل كمدرس ألعاب رياضية في زغرب بعد التخرج، ولاحقًا كمحام في كارلوفاتش.

### السياسة والاقتصاد
كان مازورانيتش أول حاكم كرواتي لا ينحدر من طبقة قدامى النبلاء، وذلك لأنه ولد من عامة الشعب. شغل المنصب منذ 20 سبتمبر 1873 حتى 21 فبراير 1880. كان عضوًا في حزب الشعب.
أنجز مهمة انتقال كرواتيا من نظام قانوني واقتصادي شبه نظامي إلى مجتمع مدني حديث مماثل للنظم التي برزت في بلدان أخرى بوسط أوروبا.
حدث مازورانيتش النظام التعليمي في كرواتيا عبر تشكيل شبكة مدارس عامة والحد من أهمية المدارس المذهبية، وهو ما اعتبره بعض الأيديولوجيين الصرب في وقت لاحق ضربة مقصودة لسلامة الصرب في الأراضي الكرواتية. يرى آخرون أن ذلك كان خطوة ضرورية في سبيل حداثة المجتمع الكرواتي وعلمنته.

### الإصلاحات القانونية
بدأ مازورانيتش، بعد انتخابه مباشرة كحاكم، في تنفيذ الإصلاحات الشاملة. أصدر برلمان كرواتيا، خلال فترة حكمه، 60 قانونًا تشمل كامل منطقة الحكم الذاتي الكرواتية. كانت الليبرالية هي الأساس الأيديولوجي لإصلاحاته. أكد على أهمية الدستور، والحقوق الفردية، والتعليم، والعلوم، ومبدأ عدم التدخل. كان الهدف الرئيسي من إصلاحاته هو تشكيل أسس لتنظيم الحكومة الكرواتية المستقلة وإنشاء نظام سياسي إداري حديث وفعال.

## الحياة الشخصية
تزوج إيفان مازورانيتش من ألكساندرا مازورانيتش (الاسم قبل الزواج: ألكساندرا ديمتر)، شقيقة الشاعر الكرواتي الشهير ديمتريجا ديمتر.